# Joona Laukka
Joona Risto Pekka Laukka (* 30. Juni 1972 in Vantaa) ist ein ehemaliger finnischer Radrennfahrer.

## Sportliche Laufbahn
1992 gewann er den Rosendahl Grand Prix in Finnland. 1994 gewann Joona Laukka die erste Austragung der Tour de la Région Wallone 1995 belegte er bei Paris–Nizza Platz 14. Im Jahr darauf wurde er zweifacher finnischer Meister, im Straßenrennen sowie im Einzelzeitfahren, zudem wurde er 14. in der Gesamtwertung des Giro d’Italia. Ebenfalls 1996 startete er bei den Olympischen Sommerspielen in Atlanta und belegte im olympischen Straßenrennen Platz 57.
Zweimal bestritt Laukka die Tour de France; bei seinem Start im Jahre 1997 war er der erste Finne, der an der Tour teilnahm. In der Gesamtwertung belegte er Rang 35. Im Jahr darauf gab er während der zwölften Etappe auf.
2001 wurde Joona Laukka nationaler Vize-Meister im Einzelzeitfahren und im Straßenrennen Dritter. In der folgenden Saison beendete er seine Radsport-Laufbahn.

## Berufliches
Ende der 1990er Jahre zog Joona Laukka mit seiner Familie nach Frankreich, wo er heute noch lebt (Stand 2014). Er ist als Produktmanager für Polar Heart Rate monitors sowie als Manager von Fahrern tätig. Zudem engagierte er sich in der Cyclistes Professionnels Associés (CPA), der Vereinigung der Profi-Radrennfahrer, und ist Mitglied von Arbeitsgruppen des Weltradsportverbandes Union Cycliste Internationale.